# Vostok 4
Vostok 4 (rusko Восток-4, Vzhod 4) je bil del sovjetskega vesoljskega programa Vostok. Najprej so en dan prej izstrelili Vostok 3, za njim pa še Vostok 4. Prvič sta bili dve plovili naenkrat v krožnici okoli Zemlje. Tako so se lahko nadzorniki poletov naučili, kako ravnati v takšnih primerih. Kapsuli sta se približali druga drugi na razdaljo 5 km.
Vostok 4 so izstrelili 12. avgusta 1962 in je ponesel edinega kozmonavta Pavla Romanoviča Popoviča. Kozmonavta sta se po radiu tudi prvič pogovarjala. 
Odprava je potekala kakor so načrtovali, navkljub slabemu delovanju Vostokovih življenjskih vzdrževalnih sestavov. Temperatura je padla pod 10 °C. Polet so predčasno prekinili zaradi nesporazuma z nadzorom poleta. Nadzorniki so mislili, da je Popovič sprostil besedni kod za predčasno vrnitev.
Prvi nadomestni kozmonavt odprave je bil Vladimir Mihajlovič Komarov, drugi nadomestni pa Boris Valentinovič Volinov.
Povratno kapsulo imajo razstavljeno v muzeju NPO Zvezda v Moskvi, vendar so jo spremenili, da predstavlja kapsulo Voshoda 2.
| Predhodna odprava: Vostok 3 | Program Vostok | Naslednja odprava: Vostok 5 |